# Natural Bridge (Virginia)
Natural Bridge er en klippeformation i Blue Ridge Mountains, nærmere bestemt i Rockbridge County nær byen Lexington, Virginia, USA. Floden Cedar Creek (en biflod til James River) har skåret en dyb kløft i kalkstensklipperne og på den måde er der dannet en naturlig bue. Broen er loftet i en tidligere hule eller tunnel, som floden gennem årtusinder skar gennem klipperne. 
Selve broen, altså dens overligger, er omkring 27-28 meter lang og mellem 15 og 45 meter bred. Tykkelsen er 5 meter, og der er 70 meter fra broens overkant til bunden af kløften. Broens vægt er beregnet til ca. 36.000 tons. 

## Historie
Før hvide nybyggere kom til området, var det monocanindianerne, der boede i her, og stammen betragter broen som hellig. De fortæller følgende legende om stedet.
"Engang blev de fredelige monocanindianere forfulgt af krigeriske shawnee- og powhatanindianere. Undervejs på flugten opdagede monocan'erne en mægtig kløft foran sig. De fald på knæ og med bøjede hoveder anråbte de Den Store Ånd om hjælp. Da de igen rejste hovederne havde Den Store Ånd" skabt den gigantiske stenbro. Monocan'erne flygtede over broen og undslap på den måde deres fjender. Siden har monocan indianerne tilbedt broen og de kalder den "Guds bro"..
I 1740'erne tilhørte området den engelske krone, og guvernøren over Virginia foranstaltede en ekspedition i 1749, som skulle finde og udforske en vej over Blue Ridge Mountains. Leder af ekspeditionen var oberst Peter Jefferson og en af ekspeditionens deltagere var en ung George Washington. 7 meter oppe på klippesiden under broen, har man fundet bogstaverne GW indridset, og nogle mener, at det er Washington, som ridsede sine initialer i sin begejstring over fundet. Der er dog intet bevis for denne påstand.
 I 1773 købte en af oberst Jeffersons slægtninge, Thomas Jefferson, der senere skulle blive USA's tredje præsident, et område i Blue Ridge Mountains på ca. 64 hektar af den engelske konge, George III for 20 shilling. Området omfattede blandt andet Natural Bridge. Jefferson fik bygget en bjælkehytte på stedet, og brugte stedet som feriested.
Under den amerikanske revolution fandt de amerikanske oprørere ud af, at broen også havde en praktisk anvendelse. Soldaterne hældte klumper af smeltet bly ned fra broen. Tyngdekraften bevirkede at disse klumper blev kugleformede, og når de ramte det kolde vand i floden under broen stivnede de i denne form, hvorefter de kunne fiskes op og bruges som geværkugler.
Området blev kaldt "et af den nye verdens 7. naturlige vidundere", og var et af de steder, som europæiske rejsende i USA, besøgte mest i slutningen af 18. og det 19. århundrede Fra Natural Bridge kunne gæsterne foretage ride- og vandreture i området. I 1833 blev der etableret en kro på stedet, Forest Inn, for at skabe indkvarteringsmulighed for de mange turister.

## Drama of Creation
Drama of Creation er et lys- og lydshow der skal illustrere skabelsen som beskrevet i Første Mosebog. Forestillingen blev indviet at USA's præsident, Calvin Coolidge i 1927. Ingeniøren Phineas Stevens designede et system af lys, der skinner på broen og kløftens sider, mens der spilles klassisk musik. 

## Dalen bag broen
Fra broen kan man gå af en ca. 1,5 km lang sti ind i dalen langs Cedar Creek. Stien fører gennem et område med mange spændende træer og buske. Blandt andet er der mange hickorytræer og man kan også se en 1500 år gammel thuja (Thuja occidentalis). Et stykke inde i dalen findes en nedlagt salpetermine. Under krigen mod England i 1812 til 1814 udvandt man her salpeter af den flagermusgødning, som hulen var fyldt med. Salpeteren blev brugt til fremstilling af krudt til de amerikanske geværer. Det var altså anden gang, at dalen tjente til militær produktion. Også under den amerikanske borgerkrig blev der gravet salpeter, men kun i forholdsvis begrænset omfang. 
På den anden side af dalen, som her er ganske smal, finder man Lost River. Det er en underjordisk flod eller bæk. Arbejderne i salpeterminen kunne høre vandet risle bag klipperne, og i 1812 besluttede nogle arbejdere at sprænge sig vej ind til floden, så det gjorde de. Gennem det ret lille hul kan man stadig se og høre floden. Inde i bunden af dalen findes et vandfald, Lace Falls, hvor Cedar Creek løber ned over klippesiden. 
I dalen findes også en kopi af en monocanlandsby, som viser hvordan monocanstammen levede før de hvide kom til området. Landsbyen er under fortsat udbygning.

## I dag
Broen er registreret som Virginia Historical Landmark og som National Historical Landmark, og den er registreret i USA's National Register of Historic Places. 
Såvel området som broen ligger på, som dalen bag den, ligger på privat område, og der skal betales entre for at besøge stedet.
Over broen går i dag U.S. Highway 11.

## Natural Bridge i litteraturen
Broen var meget berømt specielt i det 19. århundrede, og forfatteren Herman Melville omtaler stedet i sin verdensberømte romanklassiker, Moby Dick: "Men snart rejste dens forpart sig langsomt op af vandet; et øjeblik dannede dens marmorfarvede krop en høj bue som Natural Bridge i Virginia, da den store havgud viftede med sine bannerstore flige i luften, dykkede ned og forsvandt.". William Cullen Bryant sagde om broen at Natural Bridge og Niagaravandfaldene, var de to mest bemærkelsesværdige ting i Nordamerika. 

## Eksterne referencer
- Officiel hjemmeside for Natural Bridge Arkiveret 11. maj 2008 hos  Wayback Machine

37°37′39″N 79°32′43″V / 37.6275°N 79.5453°V